# Dipsas albifrons
Dipsas albifrons är en ormart som beskrevs av Sauvage 1884. Dipsas albifrons ingår i släktet Dipsas och familjen snokar. Inga underarter finns listade i Catalogue of Life.
Arten förekommer i Brasilien i delstaterna Santa Catarina, São Paulo, Mato Grosso, Espírito Santo, Bahia, Rio de Janeiro och Minas Gerais. Honor lägger ägg. Denna orm lever i Atlantskogen och besöker angränsande landskap. Den har sniglar som föda. Vanligen läggs upp till åtta ägg per tillfälle. Kroppslängden utan svans är vanligen 60 cm.
Populationen som lever på öar hotas av landskapsförändringar. Hela populationen anses vara stor. IUCN listar arten som livskraftig (LC).